# Iulian Bocai
Iulian Bocai (n. 6 martie 1986) este un prozator, eseist și istoric intelectual român.

## Biografie
Absolvent al Facultății de Litere a Universității București, catedra de Literatură Universală și Comparată, a obținut un doctorat în Filologie de la aceeași facultate, sub coordonarea criticului și teoreticianului literar Mircea Martin. A debutat în 2018 cu romanul Ciudata și înduioșătoarea viață a lui Priță Barsacu, pentru care a primit premiul Observator cultural pentru debut și Premiul Festivalului primului roman din Chambéry, Franța. În 2019, și-a publicat al doilea roman, Constantin - un portret.
A tradus mai multe titluri de literatură și nonficțiune din limbile germană, franceză și engleză și în prezent ține o cronică de carte la revista online Scena9.

#### Ciudata și înduioșătoarea viață a lui Priță Barsacu
Primul roman al autorului, apărut în 2018, spune povestea unui copil dintr-un sat oltenesc uitat de lume și se înscrie în categoria poveștilor despre marginali. Priță Barsacu este copilul supradotat al unei familii sărace de pe ulița Bricegarilor; prin urmare trăiește într-o lume în care curiozitățile sale intelectuale sunt văzute ca fiind neobișnuite. Romanul - pe care autorul îl intitulează bildungsnovella - este povestea maturizării precoce a băiatului și se înscrie în tradiția cărților care descriu copilăria în mijlocul satului românesc. Criticul literar Mihai Iovănel numește cartea „o carte senzațională, scrisă cu un control acrobatic al frazei pe care nu l-am mai întâlnit de la debutul lui Răzvan Rădulescu (Viața și faptele lui Ilie Cazane, 1997)”.

#### Filologii (instituționalizarea studiului literar în Europa)
Publicată în 2020, cartea este o analiză istorică a felului în care studiul literar modern a pătruns în universitățile europene pe parcursul secolului al XIX-lea și, implicit, un studiu comparat al sistemelor pedagogice occidentale cu cel românesc. Analiza pornește de la disoluția modelului enciclopedic la sfârșitul secolului al XVIII-lea și de la consecințele pentru universitatea europeană ale mișcărilor politice din timpul și din jurul Revoluției Franceze, pentru a urmări evoluția instituțională și intelectuală a umanioarelor în Franța, Anglia și spațiul german pe tot parcursul secolului al XIX-lea. În acest interval, se scriu primele istorii literare universitare, se creează primele catedre de studiu al limbii naționale și apar primele licențe în litere în forma lor propriu-zis modernă, așa cum ne este cunoscută astăzi. Cartea este deci o analiză a felului în care s-a format câmpul disciplinar al filologiei moderne.

## Opera

### Proza
- Ciudata și înduioșătoarea viață a lui Priță Barsacu, Polirom, Iași, (2018)
- Constantin - un portret, Polirom, Iași, (2019)

### Istorie intelectuală
- Filologii (instituționalizarea studiului literar în Europa), București, Tracus Arte, (2020)

### Eseu
- Eseuri, București, Tracus Arte, (2023)

## Premii
- Premiul revistei „Observator cultural” pentru Debut, ediția 2018
- Premiul Festivalului Primului Roman de la Chambéry, Franța, ediția 2019
- Premiul Tînărul Scriitor al anului 2019, acordat la Gala Tânărului Scriitor
- Premiul Alexandru Piru al Muzeului Național al Literaturii pentru tineri cercetători, 2021
- Premiul Asociației de Literatură Generală și Comparată din România pentru teorie literară și istorie culturală, 2021